# Bothriembryontidae
Bothriembryontidae zijn een familie van weekdieren uit de klasse van de Gastropoda (slakken).

## Taxonomie
- Onderfamilie Bothriembryontinae Iredale, 1937
  - Geslacht Bothriembryon Pilsbry, 1894
- Onderfamilie Placostylinae Pilsbry, 1946
- Onderfamilie Prestonellinae van Bruggen, Herbert & Breure, 2016[1]